# Cookup
Cookup (Eigenschreibweise COOKUP) ist ein Jazzalbum von Sam Gendel. Die 2022 entstandenen Aufnahmen erschienen am 24. Februar 2023 auf Nonesuch Records.

## Hintergrund
Auch wenn eigenes Material das Herzstück des musikalischen Ansatzes von Sam Gendel ist, hat er sich ebenso gern mit Coversongs und Standards auseinandergesetzt, schrieb Matt Collar, was er 2020 auf Satin Doll eingeführt hat, mit überarbeiteten Jazzstandards, mit seinem eigenen gebrochenen, traumhaften Postmodernismus. Hier verfolgt Gendel einen ähnlichen Ansatz, indem er die R&B-Favoriten der 1990er- und frühen 2000er-Jahre bearbeitete. Das Album COOKUP des Saxophonisten Sam Gendel bietet Coverversionen beliebter R&B- und Soul-Songs, die ursprünglich zwischen 1992 und 2004 veröffentlicht wurden, darunter von Aaliyah, Beyoncé und anderen Künstlern wie 112, Ginuwine, All-4-One, Soul 4 Real, Joe, Erykah Badu, Mario, SWV (als Medley) und Boyz II Men. Zu hören sind Gendels Interpretationen von Beyoncés „Crazy in Love“, Aaliyahs „Are You That Somebody“, „Let Me Love You“ von Mario und „Anywhere“ von den 112, erschienen 1998.
Aufgenommen wurde das Album von Gendel in Kalifornien mit dem Bassisten Gabe Noel aus Los Angeles und dem kanadischen Perkussionisten Philippe Melanson. Gastvokalist ist Meshell Ndegeocello in „Anywhere“.

## Titelliste
- Sam Gendel: Cookup (Nonesuch Records 7559790713)[2]

1. Differences (Ginuwine)
2. Anywhere (feat. Meshell Ndegeocello) (112)
3. Are You That Somebody (Aaliyah)
4. I Swear (All-4-One)
5. Candy Rain (Soul 4 Real)
6. In Those Jeans (Ginuwine)
7. Crazy in Love (Beyonce)
8. I Wanna Know (Joe)
9. Didn’t Cha Know (Erykah Badu)
10. Let Me Love You (Mario)
11. SWV Medley (SWV)
12. Water Runs Dry (Boyz II Men)

## Rezeption
Das Album erfuhr zumeist positive Resonanz bei der Musikkritik; „wenn der Saxofonist Sam Gendel R&B-Hits von Ginuwine, Beyoncé oder Erykah Badu aufs Wesentliche reduziert, entsteht da etwas, das man so noch nie gehört hat“, meinte Franziska Dürmeier in der Süddeutschen Zeitung. Matt Micucci zählte das Album in Jazziz zu den besten Neuveröffentlichungen des Monats und lobte, Gendels COOkUP verfolge einen Ansatz der simultanen, synchronisierten Konstruktion und Dekonstruktion des Ausgangsmaterials. Matt Collar verlieh dem Album in Allmusic vier Sterne.

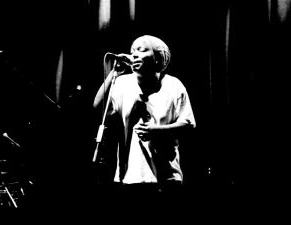
Meshell Ndegeocello

Phil Freeman schrieb in Ugly Beauty/Stereogum, Gendel sei ein talentierter Saxophonist und ein faszinierender Komponist, der mit jedem neuen Projekt die Richtung zu ändern scheint. Während er auf Satin Doll aus dem Jahr 2020 eine Reihe von Jazzstandards auseinandergenommen habe, seien seine Beiträge zu Notes with Attachments von Pino Palladino/Blake Mills und sein eigenes 52-Track-Album Fresh Bread gleichermaßen faszinierend gewesen. Cookup sei eine Sammlung verbogener und überraschender Interpretationen von R&B-Songs der 1990er und 2000er wie Aaliyahs „Are You That Somebody“, Beyoncés „Crazy in Love“, All-4-Ones „I Swear“ und dergleichen. Weil sich der Autor als ein ironievergifteter Generation X-ler versteht, begreife er zwar nicht, wie jemand das ohne Hohn machen könnte, aber Gendel sei ungefähr 15 Jahre jünger, also sei es unwahrscheinlich zu glauben, dass er es tut, weil er diese Songs wirklich mag. Die Melodien seien oft wunderschön, und Meshell Ndegeocellos Gesang auf dieser Version von 112s „Anywhere“ klinge wie „ein Flüstern aus dem nächsten Kissen“.
Nach Ansicht von Brady Brickner-Wood, der das Album in Pitchfork Media rezensierte, ist das Album weniger überzeugend, wenn sich die Songs zu sehr an ihre ursprünglichen Formen halten. Wenn „Crazy in Love“ und „Didn’t Cha Know“ erscheinen, herrsche zwar große Freude, aber die saubere Wiedergabe lasse sie wie einen durchschnittlichen, fähigen Coversong wirken. Gendels Virtuosität kündige sich stärker an, wenn er ins Verrückte übergeht, wie bei einer gestörten, stotternden Aufnahme von Soul for Reals „Candy Rain“, oder wenn unheimliche Waldgeräusche sein himmlisches Spiel bei „In These Jeans“ umgeben. Diese chaotische Fingermalerei würde besser zu Gendels lockerem und instinktiven Stil passen als Mimesis. Cookup steigere sich, wenn die Interpretationen der Spieler zu neuen Kreationen zusammenlaufen und das Ausgangsmaterial zu einer Pforte in eine neue Dimension werde. Die Überreste alter Melodien mögen erhalten bleiben, aber Gendels beste Neuinterpretationen erhellten subtile Resonanzen und verborgene Freuden.
Die vielleicht bekannteste Klangwelt auf COOKUP für ein konventionelles Publikum sei wohl Gendels Version von 112s „Anywhere“ mit einer schönen Stimme von Meshell Ndegeocello, schrieb AJ Dehany in London Jazz News. Durchweg sei Gendels Saxophonspiel immer angenehm, vielleicht etwas zu angenehm, um wirklich sagen zu können, ob das, was wir hören, gut gemeint (und daher schlecht) oder störend sei (und daher im Bereich der „Kunst“ und so zur Debatte stehe). „Candy Rain“ stolpere und sprudele mit seltsamen Geräuschen. „Let Me Love You“ werde zu einer Parodie auf „sexy“ mit der höchst unwiderstehlichen Anziehungskraft von anspülenden Wellen, Lapsteel-Gitarre, Glockenspiel – Werke, die schrecklich seien, aber irgendwie funktionieren. Er nehme es aus dem [musikalischen] Käse, [ziehe es] direkt durch Muzak und zurück in Exotica, was keine schlechte Sache sei. Nicht zuletzt sei es provokativ, sich mit den glänzendsten produzierten Meisterwerken des modernen Pop zu messen, aber es sei nicht immer so, dass diese Hymnen, mit dem was sie sind, genug zu bieten hätten, um Experimente zu stützen. Im besten Fall könne COOKUP entzückend und provozierend schrullig sein. Aber diese Momente würden von Irritationen überwogen, Dinge, die der Rezensent ein bisschen unausgereift fand.